# Martyna Tracz
Martyna Tracz (ur. 16 kwietnia 1992) – polska siatkarka grająca na pozycji libero. Obecnie występuje w drużynie Energa AP Czarni Słupsk. W sezonie 2011/2012 występowała w PTPS Piła. Aktualnie zawodniczka siatkarskiego giganta Urałoczka Jekatyrinburg.

## Kluby
- 2005–2008:  Calisia Kalisz
- 2008–2011:  PTPS II Piła
- 2011–2012:  PTPS Piła
- 2012–2014:  KS Energetyk Poznań
- 2014–2016:  KS Murowana Goślina
- 2016–2017:  AZS Politechnika Śląska Gliwice
- 2017-2018:  Energa

AP Czarni Słupsk